# Julius Kosleck

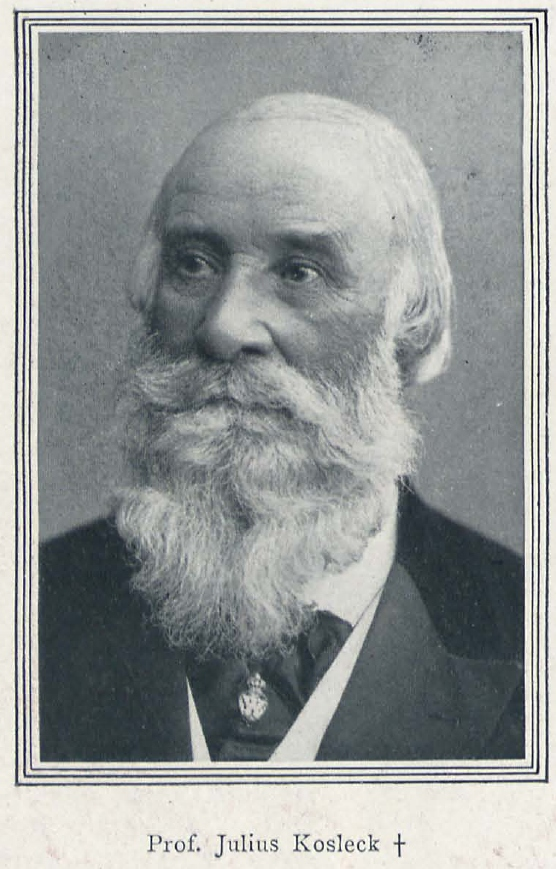
Julius Kosleck

Julius Kosleck (* 1. Dezember 1825 in Naugard, Hinterpommern; † 5. November 1905 in Berlin) war ein deutscher Musiker und Musikpädagoge.

## Leben
Julius Kosleck war Sohn armer Eltern. Im Alter von acht Jahren wurde er auf eine Militärmusikschule in Annaberg geschickt. Dort hatte er sich zum Trompeter ausbilden lassen und trat 1852 als Militärmusiker in das Musikkorps des 2. Garde-Regiments zu Fuß in Berlin ein. Später wurde er Mitglied der Königlichen Kapelle. Von 1873 bis 1903 war er als Lehrer für Trompete und Posaune an der Königlichen Hochschule für Musik in Berlin tätig. Kosleck gründete das Kaiser-Kornettquartett, das 1890 zum Patriotischen Bläserbund erweitert wurde. Als Kornett-Virtuose trat er in Deutschland, England, Russland und in den USA auf. Kosleck gilt auch als Wegbereiter der modernen Piccolotrompete.

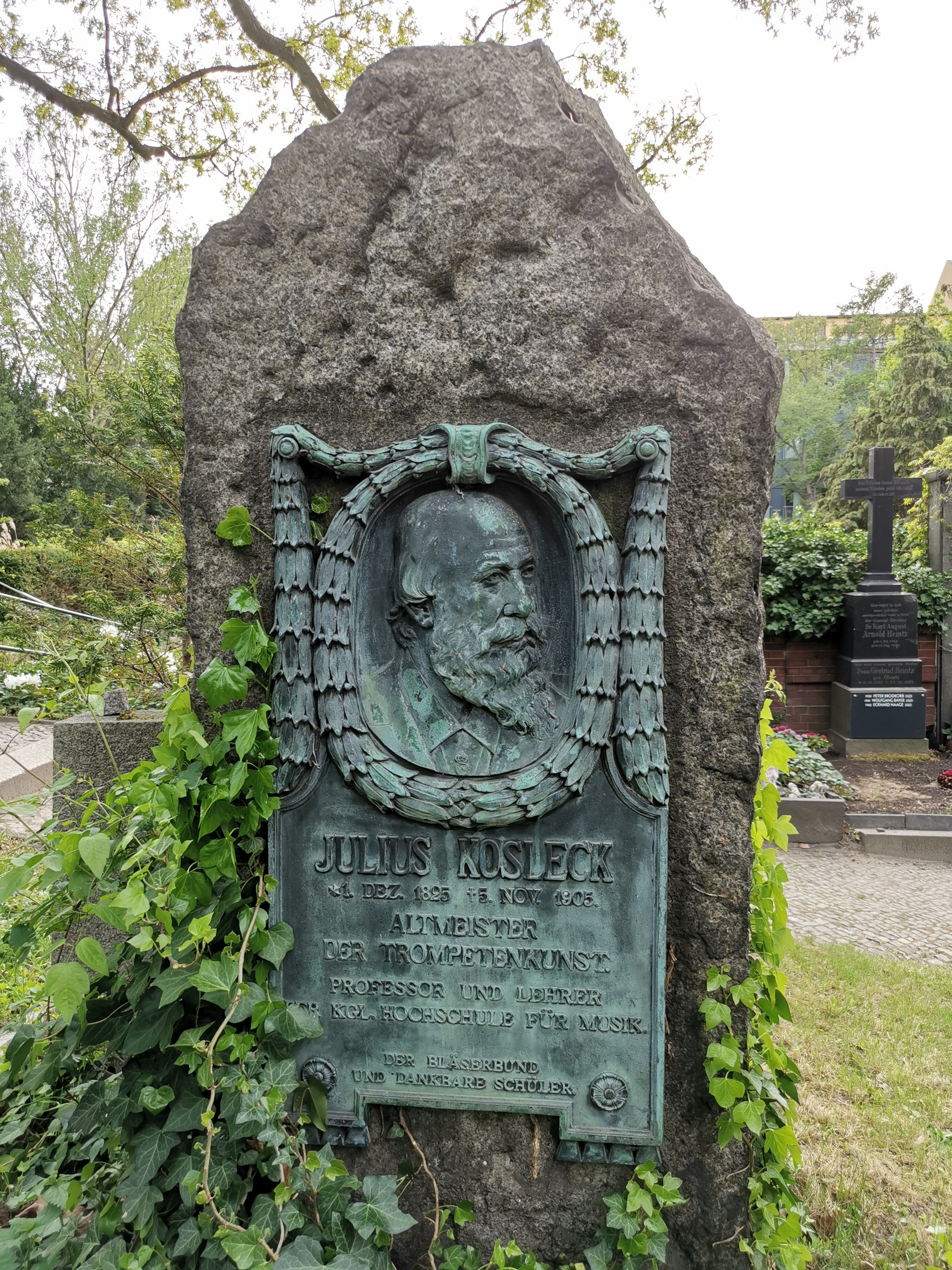
Grabstelle

Kosleck wurde auf dem Gemeindefriedhof Alt-Schöneberg begraben (Feld 5-2-5).
1931 wurde der Kosleckweg in Berlin-Mariendorf nach ihm benannt.

## Werke (Auswahl)

### Werke für Blasorchester
- Alter Marsch, genannt „Der Zorndorfer“ (Armeemarsch III, 88)
- Deutscher Kaiserhymnus
- Kaisergruß (Fanfare der Feldtrompeter und Heerpauker)

### Sonstige Werke
- Aufzüge, Fanfaren u. Märsche für mittelalterliche Trompeten (Signaltrompeten) und Pauken (Digitalisat beim Münchener Digitalisierungszentrum der Bayerischen Staatsbibliothek) I Turniermarsch II Festfanfare III Trabmarsch

- Abendklänge. Nocturne für Pianoforte. op. 3, E. Challier, Berlin. um 1865 OCLC 497579566 Gaillard, um 1870 OCLC 255396425
- Des Hirten Abendlied für Pianoforte op. 7, H. Gaillard & Co, Berlin, um 1865 OCLC 497579590
- Aelplers Abschied für Cornet à Piston und Klavier, Philipp, Berlin, um 1870 OCLC 174621857
- Romance für Cornet à Piston mit Begleitung des Pianoforte oder Orchester, Philipp, Berlin, um 1880 OCLC 254477881
- Gruss an die Waldes Rose, Fantasie für Cornet à piston Nr. 5,  R. Forberg, Berlin, Leipzig, 1883 OCLC 1164119003
- Sammlung beliebter Compositionen für Cornet à Piston und Klavier übertragen von J. Kosleck, 1884 OCLC 497579600
- Trompeten Musik, Aufzuege, Fanfaren, Maersche; der heroisch ritterlichen Trompeter und Pauker-Kunst. Abt. I [Aufzüge, Fanfaren, Märsche für mittelalterliche Trompeten (Signal-Trompeten) und Pauken] Lfg. 1, Annecke, Berlin, 1889 OCLC 932217363  (Digitalisat der Digitalisierten Sammlung der Staatsbibliothek zu Berlin) I Kaisergruss  II  Kaiser Wilhelm Fanfare III  Der Garde Husar!, Trabmarsch
- Trompeten Musik : Aufzuege, Fanfaren, Maersche; der heroisch ritterlichen Trompeter u. Pauker-Kunst Abt. 1 [Aufzüge, Fanfaren, Märsche für mittelalterliche Trompeten (Signal-Trompeten) und Pauken] Lfg. 5 [...], Annecke, Berlin, 1889 OCLC 932430406  (Digitalisat der Digitalisierten Sammlung der Staatsbibliothek zu Berlin) I  Kaiser-Wilhelm-Aufzug „Deutschlands Kaiser, gross und mächtig“ II   Husarenlied „ Was reiten Husaren so fröhlich hinaus?“, Text:  Johann Albrecht, Herzog zu Mecklenburg
- Trompeten Musik, Aufzuege, Fanfaren, Maersche der heroisch ritterlichen Trompeter und Pauker-Kunst Abt. 2 Historische Armee- und Parade-Märsche Lfg. 1 / neu instrumentirt mit besonderer Berücksichtigung der Trompeten und Pauken nach älterem Gebrauch von J. Kosleck, Annecke, Berlin, 1889 OCLC 932275386 (Digitalisat der Digitalisierten Sammlung der Staatsbibliothek zu Berlin) I Marsch Friedrich der Große II  Torgauer Marsch  III  Coburger Marsch
- Trompeten Musik, Aufzuege, Fanfaren, Maersche; der heroisch ritterlichen Trompeter und Pauker-Kunst. Abt. II [Historische Armee- und Parade-Märsche] Lfg. 2,  Annecke, Berlin, 1889 OCLC 932217363  (Digitalisat der Digitalisierten Sammlung der Staatsbibliothek zu Berlin) IV Kesselsdorfer-Marsch V Marsch der russischen Kaisergarde, Regiment Probrarenski, arrangiert von J.  Kosleck VI Altpreussischer Parade-Marsch Nr. 2
- Trompeten Musik : Aufzuege, Fanfaren, Maersche; der heroisch ritterlichen Trompeter u. Pauker-Kunst. Abt. III Instrumentalsätze älterer Zeit Lfg. 5 .., Annecke, Berlin, 1889 OCLC 932217363 (Digitalisat der Digitalisierten Sammlung der Staatsbibliothek zu Berlin) I Volkshymne (Heil dir im Siegerkranz)  II Choral: Ein' feste Burg ist unser Gott  III  Choral: Nun danket alle Gott
- Fest-Fanfaren für mittelalterliche Trompeten und Pauken, Annecke, Berlin, um 1899 OCLC 960353520 (Digitalisat der Digitalisierten Sammlung der Staatsbibliothek zu Berlin) I Hohenzollern Ruf II Admirals-Fanfare III Zum Turnier IV  Festruf V  Moderato aus der Zeit Friedrich des Grossen

### Lehrwerke
- Grosse Schule für Cornet à piston und Trompete, Breitkopf & Härtel, Leipzig, 1872 (Digitalisat beim IMSLP)

### Hörbeispiele
- Alter Marsch, genannt „Der Zorndorfer“ auf YouTube, aufgenommen vom Heeresmusikkorps 5, Koblenz; Leitung: Musikinspizient der Bundeswehr Oberst Johannes Schade.